# Leptanilla ortunoi
Leptanilla ortunoi är en myrart som beskrevs av Lopez, Martinez och Barandica 1994. Leptanilla ortunoi ingår i släktet Leptanilla och familjen myror. Inga underarter finns listade i Catalogue of Life.